# Colegiu

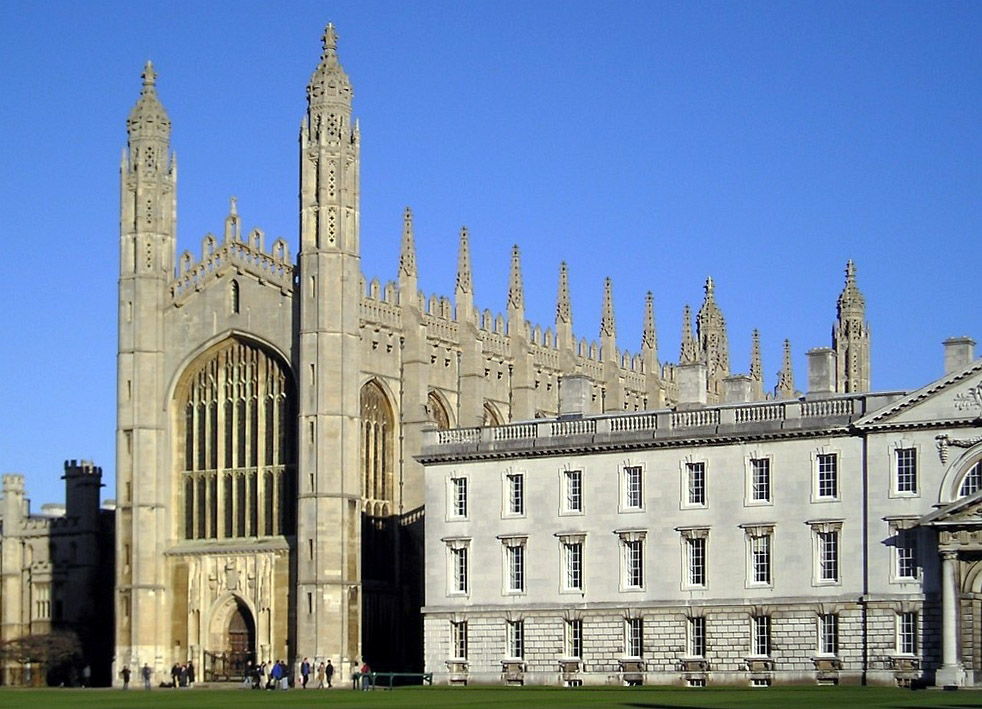
King's College, unul din colegiile constituente ale Universității Cambridge

Colegiul (din latină collegium academiae, „comunitate academică”) este o instituție de învățământ mediu sau superior, cu internat, în unele state.
În Statele Unite ale Americii și Regatul Unit, termenul colegiu (în engleză college) se referă formal la o parte constituentă a unei universități. În Republica Moldova colegiul este o instituție de învățământ mediu de specialitate; la fel și în Rusia, unde colegiile sunt de două tipuri: kolledj (колледж) și tehnicum (техникум). Tehnicumurile au existat și în Uniunea Sovietică, fiind moștenite și de alte state din CSI, cum ar fi Ucraina.

## Colegiile din România

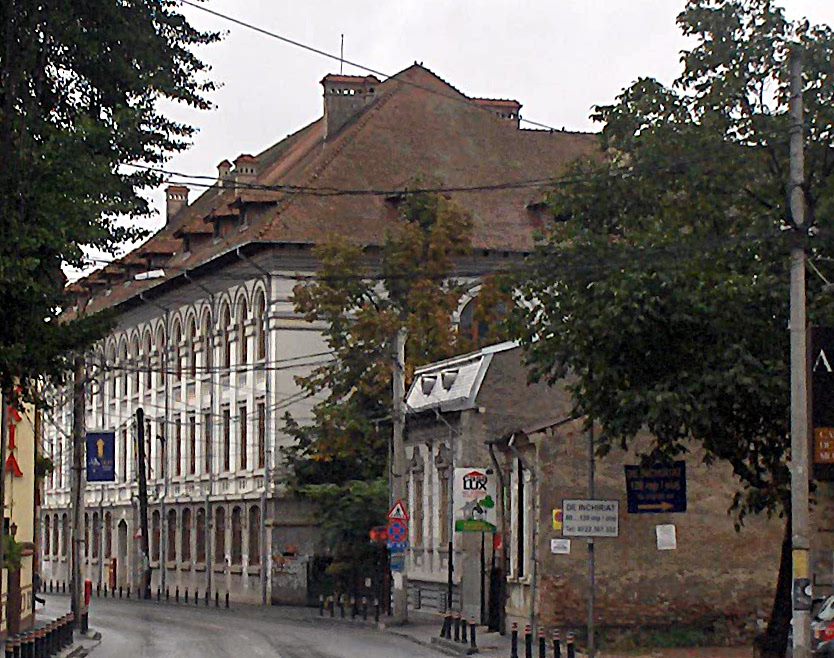
Colegiul Național Liceal „Zinca Golescu” din Pitești

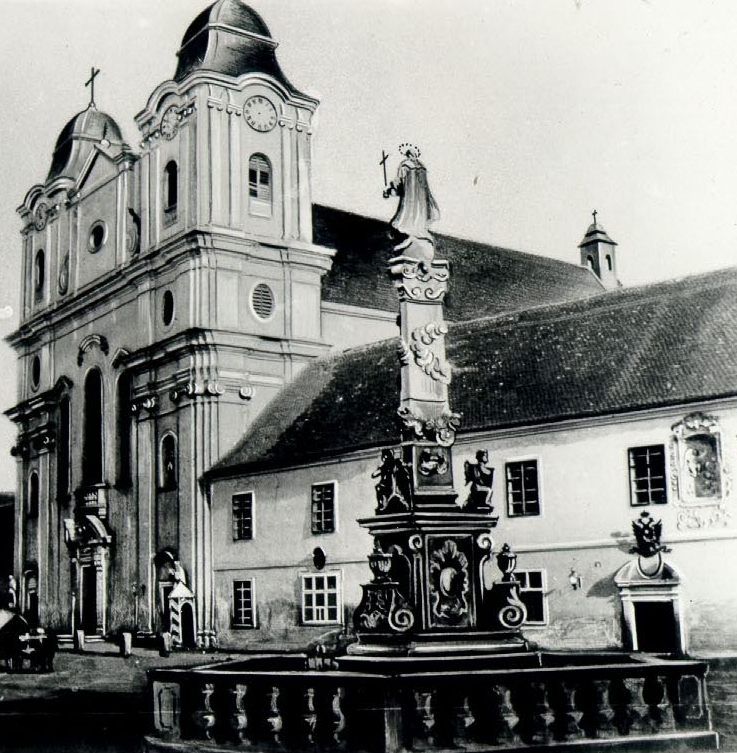
Biserica Iezuiților și Colegiul Academic din Cluj (imagine istorică)

În România instituțiile care poartă în prezent titlul de colegiu sunt de fapt niște licee. Conform legii, unităților de învățământ preuniversitar de nivel liceal, cu personalitate juridică și care fac parte din sistemul național de educație, li se poate acorda titlul de „Colegiu național” sau „Colegiu”, prin ordinul ministrului educației, ca urmare a îndelungatei activități educaționale și a performanțelor profesionale.
Primul colegiu de pe actualul teritoriu al României a fost colegiul academic iezuit din Cluj, precursorul Universității din Cluj, fondat în data de 12 mai 1581 de regele Ștefan Báthory. Internatul acestui colegiu a funcționat în clădirea Convictus Nobilium, aflată în imediata apropiere.